# Arlindo Gomes Furtado

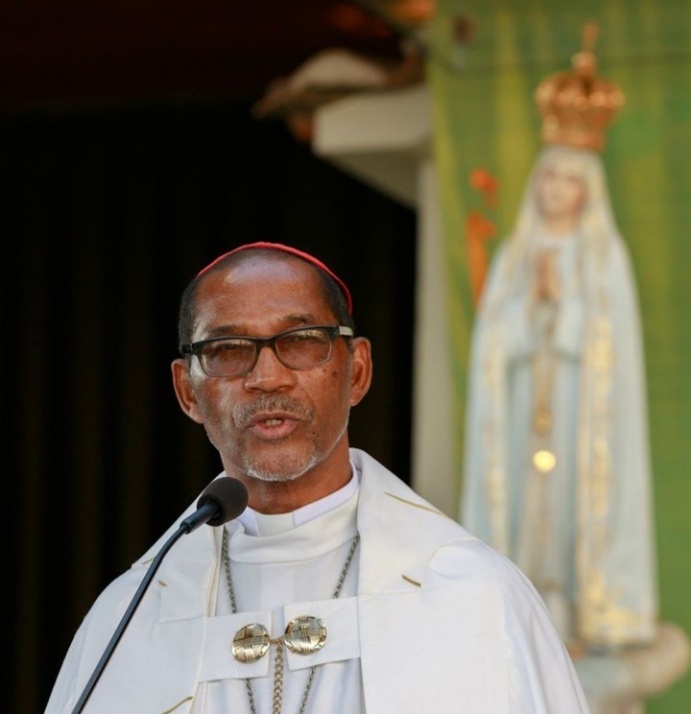
Kardinal Furtado (2018)

Kardinalswappen von Arlindo Gomes Furtado (seit 2020)

Arlindo Kardinal Gomes Furtado (* 15. November 1949 in Santa Catarina) ist ein kapverdischer römisch-katholischer Geistlicher und Bischof von Santiago de Cabo Verde.

## Leben
Arlindo Gomes Furtado studierte am Kleinen Seminar São José sowie ab 1971 im portugiesischen Coimbra. Am 18. Juli 1976 empfing er das Sakrament der Priesterweihe. 1978 wurde er Rektor des Seminars São José, was er bis 1986 blieb. Von 1986 bis 1990 studierte er in Rom, danach hielt er sich ein weiteres Jahr an São José auf. Von 1991 bis 1995 wirkte er als Professor in Coimbra. 1995 kehrte er nach Kap Verde zurück und war bis 2004 Generalvikar des Bistums Santiago de Cabo Verde.
Papst Johannes Paul II. ernannte ihn am 14. November 2003 zum ersten Bischof von Mindelo. Der Bischof von Santiago de Cabo Verde, Paulino do Livramento Évora CSSp, spendete ihm am 22. Februar des nächsten Jahres die Bischofsweihe; Mitkonsekratoren waren José Câmnate na Bissign, Bischof von Bissau, und Albino Mamede Cleto, Bischof von Coimbra.
Papst Benedikt XVI. ernannte ihn am 22. Juli 2009 zum Bischof von Santiago de Cabo Verde.
Im feierlichen Konsistorium vom 14. Februar 2015 nahm ihn Papst Franziskus als Kardinalpriester mit der Titelkirche San Timoteo in das Kardinalskollegium auf. Gomes ist der erste Kardinal aus Kap Verde.

## Mitgliedschaften
Kardinal Gomes Furtado ist Mitglied folgender Organisationen der Römischen Kurie:
- Kongregation für die Evangelisierung der Völker (seit 2015)[5]
- Päpstlicher Rat „Cor Unum“ (seit 2015)[5]
- Kongregation für den Gottesdienst und die Sakramentenordnung[6]